# Hlotse
Hlotse   este un oraș  în  partea de nord a  statului Lesotho, la granița cu Africa de Sud, pe râul Hlotse. Este reședința districtului  Leribe. A fost fondat în anul 1876, când un magistrat și un preot anglican au primit permisiunea de a construi de la șeful de trib local. A fost centru administrativ în timpul protectoratului englez Basotholand (1869-1996).